# Chapelle Saint-Aignan
La chapelle Saint-Aignan est un lieu de culte situé à Paris dans l'île de la Cité (4e arrondissement). Les vestiges de l'édifice sont classés au titre des monuments historiques depuis 1966 et 1995 et ne se visitent qu'aux Journées du patrimoine.

## Localisation
La chapelle est située dans la partie est de l'île de la Cité. Elle était autrefois située dans le quartier canonial.

## Histoire
La chapelle, qui rendait hommage à Aignan d'Orléans a été bâtie vers 1120 par Étienne de Garlande, évêque d'Orléans, chancelier du roi Louis VI le Gros (et de qui découle le nom de la rue Galande). Il donna pour cela une maison dans le cloître Notre-Dame et trois clos de vignes sur la montagne Sainte-Geneviève et à Vitry,.
Elle était de petites dimensions d'environ 10 mètres sur 5,20 mètres, comportant deux travées et d'une abside semi-circulaire et s'appuyait à l'extérieur de l'enceinte gallo-romaine, ce qui en fait le premier édifice extra-muros de l'île de la Cité.
Héloïse, qui était logée chez son oncle le chanoine Fulbert dans le cloître Notre-Dame, vint prier dans la chapelle et y convoqua probablement Abélard. À la même époque, Bernard de Clairvaux médita dans la chapelle,,.
Supprimée en 1790, sous la Révolution, la chapelle est vendue comme bien national en 1791 et partagée en deux par un mur. Une partie ayant servi d'écurie retrouve sa fonction culturelle en 1992 après rejointoiement des murs et percement de fenêtres. Le couvrement est cependant conservé.
Les restes de la nef, au no 19 rue des Ursins, sont classés par arrêté du 29 juin 1966. Les vestiges du chœur, au no 24 rue Chanoinesse, sont classés par arrêté du 29 septembre 1995.
Huit chapiteaux et huit éléments du montant gauche du portail sud sont conservés, probablement le plus ancien portail sculpté conservé à Paris.
Sur les 23 sanctuaires élevés dans l'île de la Cité, la chapelle Saint-Aignan est la seule église subsistant en élévation (hormis la cathédrale Notre-Dame et la Sainte-Chapelle). La chapelle Saint-Aignan est l'un des rares témoins de l'architecture romane à Paris.